# Cmentarz Generalny w Santiago

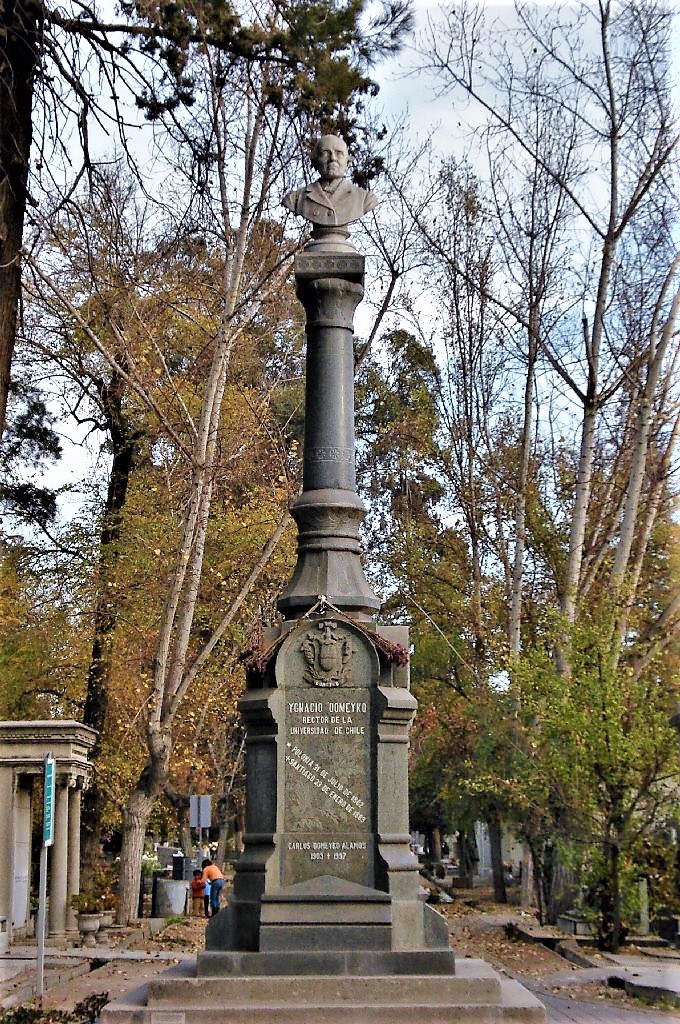
Grobowiec Ignacego Domeyki

Cmentarz Generalny w Santiago (hiszp. Cementerio General de Santiago) – chilijska nekropolia narodowa. Został otwarty 10 grudnia 1821 roku przez Bernardo O’Higginsa. Początkowo był cmentarzem katolickim, w roku 1854 utworzono na nim kwaterę protestancką. W latach 80. XIX wieku został upaństwowiony i od tej pory grzebie się na nim ludzi różnych wyznań jak też osoby bezwyznaniowe. Spoczywają na nim wszyscy prezydenci Chile z wyjątkiem Gabriela Gonzalesa Videli i Augusto Pinocheta Ugarte. Wśród pochowanych jest też polski uczony Ignacy Domeyko, uznany w Chile za bohatera narodowego. Uwagę zwracają okazałe grobowce prominentnych rodzin chilijskich m.in. Balmacedów.
Wśród pochowanych są również m.in. Carmela Carvajal (wdowa po Arturo Pracie – bohaterze wojny o saletrę) i Víctor Jara – muzyk zabity w czasie puczu w 1973 roku.
Na cmentarzu znajduje się kwatera Patio 29, w której potajemnie chowano ofiary rządów Augusto Pinocheta.